# Desa Sumberkepuh (administrativ by i Indonesien, lat -7,50, long 112,07)
Desa Sumberkepuh är en administrativ by i Indonesien.   Den ligger i provinsen Jawa Timur, i den västra delen av landet, 600 km öster om huvudstaden Jakarta. Desa Sumberkepuh ligger vid sjön Waduk Sendang.